# CWS T-1
Der CWS T-1 war ein polnischer Personenkraftwagen, der von 1927 bis 1931 in Warschau produziert wurde.

## Geschichte
Im Jahr 1922 begann der polnische Ingenieur Tadeusz Tański mit der Entwicklung eines neuen Personenkraftwagen der Oberklasse. Bis ins Jahr 1924 wurde ein erster Prototyp hergestellt, allerdings noch ohne einen passenden Motor. Erst später im Jahr 1924 wurde ein Motor eines importierten Fahrzeugs als Vorlage genommen, leicht abgewandelt und 1925 in das fertige Fahrzeug eingebaut. Die Leitung hatte hierbei der Ingenieur Władysław Mrajski. Noch im gleichen Jahr begannen die ersten Test und Erprobungen.

## Produktion
Ab 1927 begann die Produktion in einer Kleinserie anzulaufen. Die letzte Charge von 60 Fahrzeugen verließ das Werk im Jahr 1931. Schätzungen zufolge wurden um die 800 Fahrzeuge vom Typ CWS T-1 produziert. Darunter waren 500 Personenkraftwagen und 300 Fahrgestelle mit anderen Aufbauten.
Das Produktionsende wurde durch einen Lizenzvertrag zwischen der polnischen Regierung und dem italienischen Kraftfahrzeughersteller Fiat erzwungen. In dem Vertrag hieß es, dass das Modell des Fiat 508 in Polen als Polski Fiat 508 hergestellt werden darf, aber nur wenn die Produktion von konkurrierenden Modellen eingestellt werden.

## Technische Beschreibung

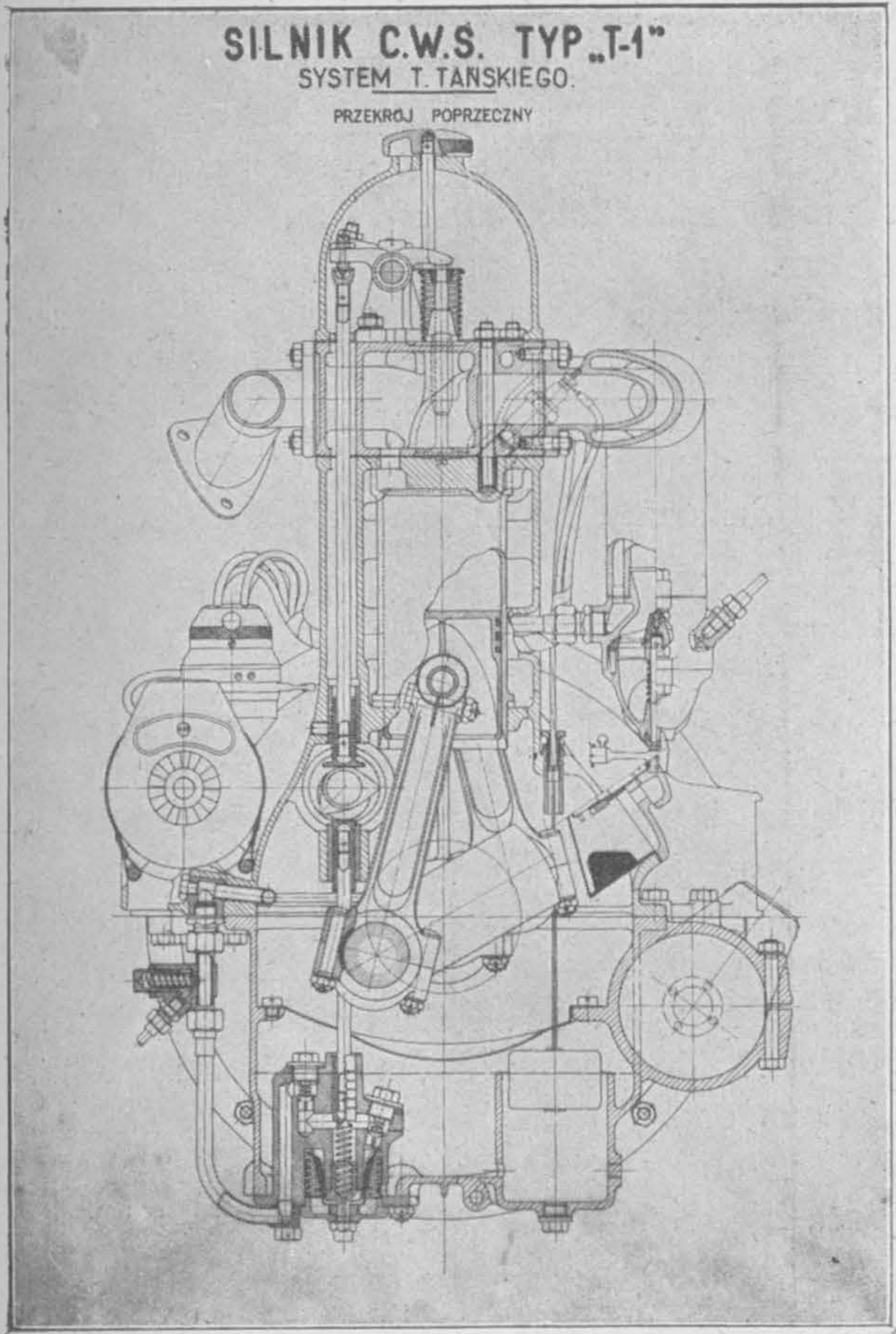
Risszeichnung vom Motor T-1

Angetrieben wurden das Fahrzeug durch einen flüssigkeitsgekühlten Vierzylinder-Ottomotor mit OHV-Ventilsteuerung. Dieser Motor, ebenfalls entwickelt von Tadeusz Tański, erhielt die Bezeichnung T-1. Sowohl der Zylinderkopf als auch der Motorblock mit Kurbelgehäuse wurden aus einer Aluminiumlegierung gegossen. Die Kurbelwelle lagerte dabei auf drei Hauptlagern. Der Motor hatte einen Hubraum von 2.984 cm³ und leistete 61 PS (45 kW) bei 3.200/min. Auf der Straße erreichte das Fahrzeug damit eine Höchstgeschwindigkeit von 105 km/h. Der Kraftstoffverbrauch lag bei 18 l/100 km.
Das Fahrgestell bestand aus einem Längsrahmen aus Stahl und Holz. Die Vorder- und Hinterachse waren an Blattfedern aufgehängt, welche mit Torsionsstoßdämpfern ausgestattet waren. Das Antriebsmoment wurde vom Motor über eine Einscheibentrockenkupplung auf das Getriebe übertragen. Das Bremssystem wirkte auf alle vier Räder, die mit Trommelbremsen ausgestattet waren. Die Leermasse des Fahrzeuges betrug, je nach Version, zwischen 1.150 kg bis 1.800 kg.
Eine Besonderheit an diesem Fahrzeug war, dass man es komplett mit einem einzigen Schraubenschlüssel zerlegen und zusammensetzten konnte. Alle Schrauben und Muttern hatten mit M17 die gleiche Größe. Auch beinahe alle Teile am Motor hatten M17-Schrauben und M17-Muttern, lediglich die Zündkerzen hatte die Größe M18. Dies war für die damalige Zeit in Polen sehr wichtig, da in der Zwischenkriegszeit ein Mangel an Werkzeugen herrschte und nur sehr wenige Werkstätten gut ausgerüstet waren.

## Versionen
Vom CWS T-1 gab es verschiedene Versionen. Dazu zählten der:
- CWS T-1 Berline, ein Personenkraftwagen mit zweitüriger geschlossener Karosserie
- CWS T-1 Hardtop, ein Personenkraftwagen mit zweitüriger Karosserie und abnehmbaren Dach

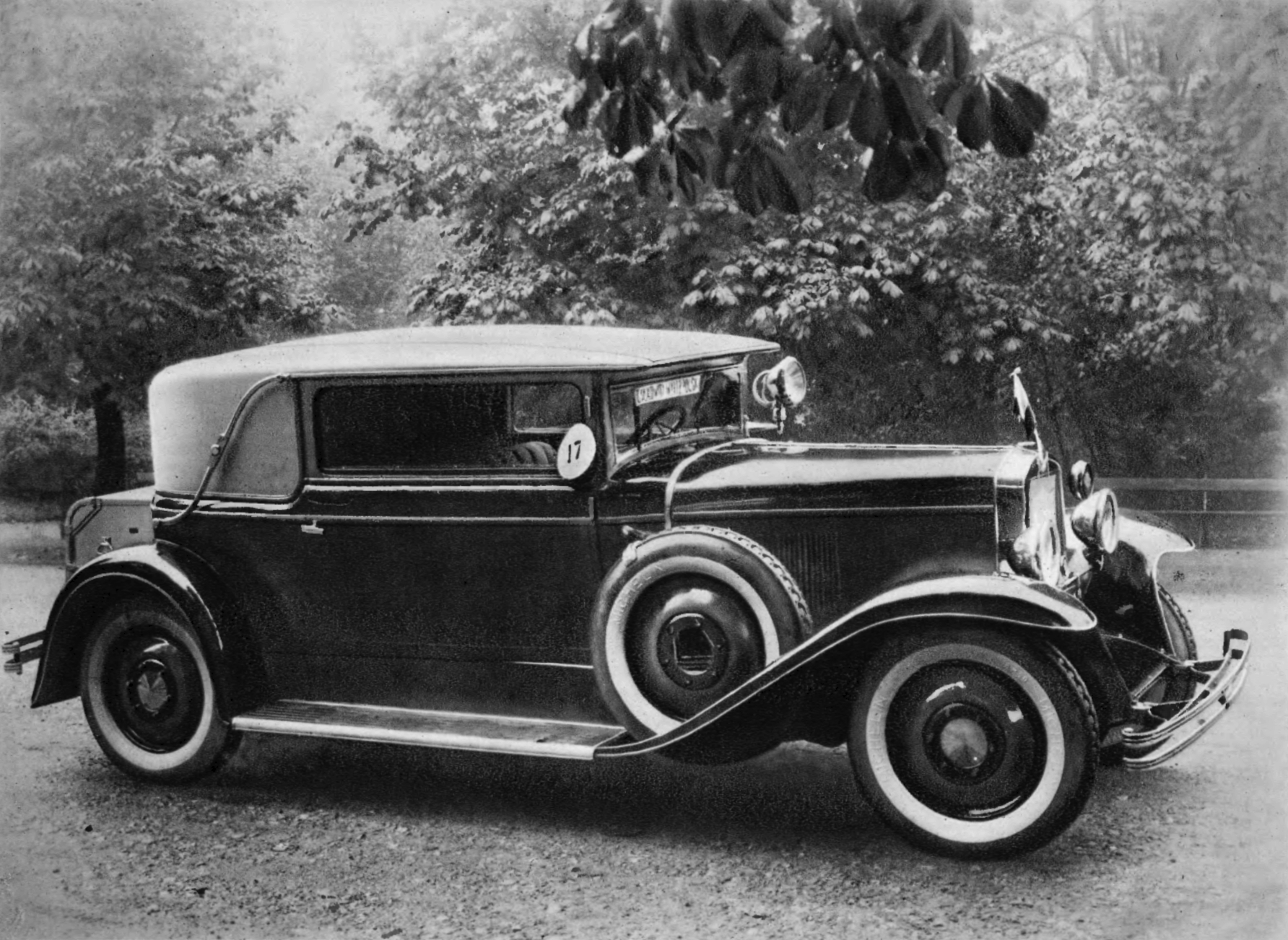

- CWS T-1 Kleintransporter, zweitürige Kabine mit geschlossenem Laderaumteil
- CWS T-1 Pullman-Karosserie, ein Personenkraftwagen mit geschlossener viertüriger Karosserie und sieben Sitzplätzen

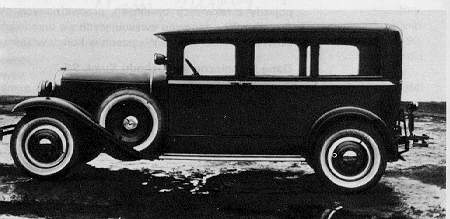

- CWS T-1 Pick-up, zweitürige Kabine mit offenem Laderaumteil
- CWS T-1 Torpedo, ein Personenkraftwagen mit offener viertüriger Karosserie

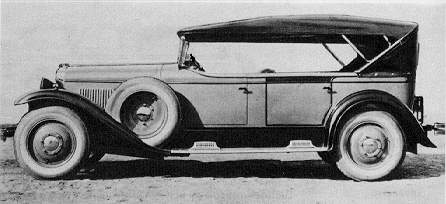

Neben privaten Personen wurde der CWS T-1 auch von der polnischen Armee genutzt. Diese Fahrzeuge erhielten dann eine spezielle Zusatzausrüstung, wie einer Wimpelstange auf dem linken Kotflügel, einer Kiste für Handgranaten und einer Halterung für zwei Gewehre. Weiterhin verbaute man, neben elektrischen Tonsignalen, auch pneumatische und eine spezielle Halterung für eine Schaufel, einen Wagenheber und ein Abschleppseil oder -kette. Der Kraftfahrer erhielt eine Fußmatte aus Gummi während Beifahrer und die Mitfahrer eine aus Stoff erhielten. Um das Fahrzeug im Gelände tarnen zu können, erhielt es Abdeckungen für die Scheiben, den Kühler und die für die Vorder- und Rückleuchten.

## Sonderversionen
Neben den normalen Versionen wurden noch drei weitere, spezialisierte Sonderversionen gefertigt.

### Krankenwagen
Um das Fahrzeug für die polnische Armee weiter anzupassen, wurden einige Fahrzeuge zu Krankenkraftwagen umgebaut. Der Kofferaufbau bestand aus einer Konstruktion aus Holz und Stahl und wurde mithilfe einer Wand und einem kleinen Schiebefenster vom Führerhaus abgetrennt. Das Innere wurde weiß gestrichen und der Boden mit einem Gummiteppich ausgelegt. Der Einstieg in den Kofferaufbau erfolgte über eine Doppeltür in der Rückwand der Kabine. Die zwei Tragen für die Patienten oder Verwundete waren auf einem Gestell an der linken Seite des Kofferaufbaus montiert. Auf der rechten Seite befand sich eine Sitzbank für das medizinische Personal.
Im vorderen Teil der Kabine, über der oberen Trage, waren ein Wassertank und ein Verbandkasten aufgehängt. Für die Beleuchtung des Innenraums sorgten tagsüber Fenster im oberen Teil der Türen und an den Seitenwänden. In der Nacht übernahmen dies zwei elektrische Lampen. Die Sitze waren mit schwarzem Leder überzogen. Der Kofferaufbau war außen mit großen roten Kreuzen markiert. In der Fahrerkabine gab es auf der rechten Seite eine Gewehrhalterung und auf der Trittstufe eine Kiste für Handgranaten.

### Postwagen / Geldtransporter
Auf der Basis des CWS T-1 wurden ab 1930 einige Postwagen und Geldtransporter hergestellt. Beide Versionen konnten entweder als mobile Büros oder zum Transport von Paketen oder Geld für die allgemeine polnische Sparkasse genutzt werden. Zur Grundausstattung des Kofferaufbaus des Postfahrzeugs gehörten Regale mit Fächern und ein Tisch zum Sortieren von Briefen. Der Geldtransporter hatte gepanzerte Schließfächer und eine Kasse. Bei beiden Fahrzeugen konnten die Scheiben der Kabine mit Gittern ausgestattet werden. Vom Aufbau her waren die Fahrzeuge nicht zu unterscheiden, lediglich an den Beschriftungen außen war der Unterschied zu erkennen. Der Entwurf dieses Aufbaus kam von Ingenieur Stanisław Panczakiewicz, welcher auch beim PZInż 403 Lux-Sport oder dem PZInż. 713 mitwirkte.

### Lastkraftwagen
Ebenfalls auf Basis des CWS T-1 gab es einen Lastkraftwagen. Dieser hatte eine maximale Zuladung von 0,5 t und hatte vier hydraulische Stoßdämpfer. Auch hier entwarf der Ingenieur Stanisław Panczakiewicz die Karosserie, welche aus dem Führerhaus und der offenen Ladefläche mit hohen, hölzernen Seitenwänden bestand. Diese konnten nach hinten oder seitlich weggeklappt werden. Die Ladung konnte mithilfe von Spriegeln und einer Plane vor der Witterung geschützt werden.

## Verbleib
Als am 1. September 1939 die Wehrmacht in Polen einmarschierte, wurden alle noch verfügbaren Fahrzeuge in Richtung Pinsk in Polesien evakuiert. Nachdem die Sowjetunion in die polnischen Ostgebiete einmarschierte, fielen einige Fahrzeuge in der Nähe von Kostopil der Roten Armee in die Hände. Während der weiteren Kämpfe und der Besatzung wurden viele Fahrzeuge zerstört. Einige wenige überstanden den gesamten Krieg und waren noch bis in die 1950er Jahre in der Nutzung. Heute gibt es noch einzelne Nachbauten von Fahrzeugen.